# Russell Shedd
Russell Philip Shedd (Aiquile, Bolívia, 10 de novembro de 1929 - São Paulo, 26 de novembro de 2016) foi um teólogo evangélico e missionário da Convenção Batista Conservadora no Sul do Brasil.

## Biografia
Russell Shedd nasceu na Bolívia, onde seus pais, Leslie Martin e Della Johnston eram missionários entre os índios. Aos cinco anos Shedd esteve pela primeira vez nos Estados Unidos, onde completou seus estudos e graduou-se em teologia pela Wheaton College. Diplomou-se Ph.D. em Novo Testamento pela Universidade de Edimburgo, Escócia.
De volta aos Estados Unidos, serviu durante cerca de um ano como pastor interino e logo foi aceito como missionário pela Convenção Batista Conservadora, indo trabalhar em Portugal por um curto período. Após, transferiu-se definitivamente para o Brasil em 1962, estabelecendo-se definitivamente em São Paulo, onde continuou as Edições Vida Nova que havia iniciado em Portugal com Arthur Brown, tendo lecionado na Faculdade Teológica Batista de São Paulo durante 30 anos. Em 1957, casou-se com Patrícia, com quem teve 5 filhos. Shedd foi Presidente Emérito da Vida Nova e consultor da Shedd Publicações e viajou pelo Brasil e exterior ministrando em conferências, igrejas, seminários e faculdades de Teologia. Era membro da Igreja Bíblica Evangélica da Comunhão (IBEC).
Curtis A. Kregness, vice-presidente de Edições Vida Nova, declarou: "O Brasil evangélico inteiro se comoveu quando soube da morte de Dr. Shedd na madrugada de 26 de novembro de 2016. O sentimento de perda foi muito grande, pois, de certa maneira, é como se ele pertencesse a todas as igrejas e grupos por onde passou, ensinando a Bíblia. Sua vida era de amor à Palavra de Deus, como declarou um tributo postado no site da Vida Nova. Mas, é certo que Shedd será lembrado tanto por seu caráter cristão quanto pelo conteúdo de seu ensino."

## Obras
É autor de vários livros, dentre os quais estão A Justiça Social e a Interpretação da Bíblia, Disciplina na Igreja, Pecados e Pecadinhos (arranque as ervas daninhas do Jardim da fé), A Escatologia do Novo Testamento, A Solidariedade da Raça, Justificação, A Oração e o Preparo de Líderes Cristãos, Fundamentos Bíblicos da Evangelização, Teologia do Desperdício, Criação e Graça: reflexão sobre as revelações de Deus, todos publicados pelas Edições Vida Nova ou pela Shedd Publicações. Além disso, é editor responsável pelos comentários da Bíblia Shedd / Bíblia Vida Nova e foi membro da comissão de tradutores para o português brasileiro da Bíblia NVI (Nova Versão Internacional), uma das mais reconhecidas traduções protestantes da Bíblia em português.

## Teologia
Teologicamente, Shedd era um batista, fazendo menção de que a salvação vem pela graça mediante a fé através da eleição e predestinação, além de ter sido um forte defensor da pregação expositiva. Defendeu a autoridade suprema e inspirada da Bíblia, sendo esta a única revelação fidedigna de Deus, pelo que postulava que "a Bíblia é a palavra de Deus". Como Batista, defendia os princípios doutrinários da denominação. É amplamente reconhecido com um dos nomes mais nobres da teologia protestante atual.